# Udupi
Udupi är en stad i den indiska delstaten Karnataka, och är huvudort för distriktet Udupi. Folkmängden uppgick till 125 306 invånare vid folkräkningen 2011, med förorter 165 401 invånare.